# Edo Mihevc
Edo (Edvard) Mihevc (partizansko ime »Dore«; rojen kot Eduardo Adolfo Corradini), slovenski arhitekt, * 8. julij 1911, Trst, † 4. junij 1985, Izola.
Njegov oče je bil Slovenec, Ignacij Mihevc, mati pa Italijanka, Maria Teresa Corradini. Leta 1931 je maturiral na gimnaziji v Ljubljani in se vpisal na Oddelek za arhitekturo Tehniške fakultete Univerze v Ljubljani. Leta 1932 je postal član KPS, leta 1936 pa diplomiral v razredu Jožeta Plečnika. Med letoma 1937 in 1940 je služboval v projektnih in stavbnih podjetjih v Ljubljani, pred začetkom 2. svetovne vojne je opravil izpit za pooblaščenega inženirja.
Novembra 1946 je bil imenovan za izrednega profesorja za stanovanjske in industrijske zgradbe na Oddelku za arhitekturo Tehniške fakultete Univerze v Ljubljani. Leta 1949 je skupaj z Miroslavom Gregoričem prejel 1. nagrado FLRJ za izvedbo industrijskih objektov Litostroj, projektiral pa je tudi delavsko naselje ob Litostrojski cesti. Leta 1950 je prejel nagrado Ministrstva za gradnjo LRS za zazidalni načrt tovarne Belinka in leta 1958 postal redni profesor za stanovanjske zgradbe, industrijske zgradbe in opremo prostora. Leta 1965 ga je mesto Ljubljana nagradilo za vidne dosežke v arhitekturi, leta 1969 pa je prejel Prešernovo nagrado za arhitektonsko urbanistično rešitev kompleksa Lucija pri Portorožu. Leta 1981 se je upokojil in iz Ljubljane preselil v Portorož. Štiri leta pozneje, leta 1985, mu je Fakulteta za arhitekturo, gradbeništvo in geodezijo Univerze v Ljubljani podelila naziv zaslužni profesor. Istega leta je umrl v bolnišnici v Izoli.

## Delovanje v NOB
Edo Mihevc je bil prvoborec, od leta 1941 je sodeloval v NOB, kjer je bil član Glavnega štaba NOV in POS ter poveljnik Gubčeve brigade. Po koncu vojne je bil od maja do novembra 1945 jugoslovanski pooblaščenec za Trst in Julijsko krajino, nato pa eno leto šef kabineta slovenskega ministra za industrijo in rudarstvo.
Njegov sin je slovenski skladatelj Marko Mihevc.

## Arhitekturno delo
- kompleks metalurškega podjetja Litostroj, Ljubljana (1947–1958)
- grobnica narodnih herojev, Ljubljana (1952)
- palača Impex, Ljubljana (1953)
- »Kozolec«, na Slovenski (tedaj Titovi) cesti v Ljubljani (1955−1957)
- poslovna stavba sindikatov in supermarket, Ljubljana (1961)
- Metalka, Ljubljana (1959-1963)
- poslovna stavba SCT in Agrotehnika, Ljubljana (1964)
- poslovna stolpnica Avtotehna, Ljubljana (1966)
- poslovna stavba Na trgu, Ljubljana (1972)
- hotel Holiday Inn, Ljubljana (1978−1980)
- Slovenski kulturni dom, Trst (1964)
- Slovenski kulturni dom, Gorica (1981)
- turistično naselje ob nekdanjem samostanu sv. Nikolaja, Ankaran (1960−1964)
- stanovanjska zazidava na Belvederju, Izola (1955−1964)
- osnovna šola Pinka Tomažiča, Koper (1962)
- turistično naselje Žusterna, Koper (1960−1969)
- gostinski šolski center, Izola (1963)
- turistično naselje v Simonovem zalivu, Izola (1958−1971)
- turistično naselje Belveder, Izola (1964−1970)
- turistično naselje za invalidne borce NOV, Strunjan (1960)
- počitniška hiša slikarja Lojzeta Spacala, Piran (1954)
- hoteli Riviera, Slovenija in Palace, Portorož (1964−1971)
- Avditorij, Portorož (1972)
- Grand hotel Metropol, Portorož (1972)
- turistično naselje Lucija, Lucija (1966−1969)

## Odlikovanja
- red za hrabrost (dvakrat)
- red partizanske zvezde II. stopnje
- red bratstva in enotnosti II. stopnje
- partizanska spomenica 1941